# Dresdner Eislöwen
 (novembre 2023).
Si vous disposez d'ouvrages ou d'articles de référence ou si vous connaissez des sites web de qualité traitant du thème abordé ici, merci de compléter l'article en donnant les références utiles à sa vérifiabilité et en les liant à la section « Notes et références ».
Le Dresdner Eislöwen, originellement ESC Dresden, est un club allemand de hockey sur glace basé à Dresde. Il évolue en 2. Bundesliga, le deuxième échelon allemand.

## Historique
Les Dresdner Eislöwen sont le club de hockey sur glace de Dresde, issu de l'association Eissportclub Dresden e. V., fondée en 1990. En 2000, il prend le nom de Dresdner Eislöwen. L’équipe réussit à rejoindre le Championnat d'Allemagne de hockey sur glace D2 lors de la saison 2007/08. L'association comprend également l'équipe de para-hockey des Dresdner Eislöwen Sledge, qui joue dans la ligue allemande de para-hockey.

## Anciens joueurs

### Palmarès
- Vainqueur de l'Oberliga: 2005.